# Plaza svit (film)
Plaza svit (engelska: Plaza Suite) är en amerikansk komedifilm från 1971 i regi av Arthur Hiller. Manuset av Neil Simon är baserat på hans pjäs med samma namn från 1968. I huvudrollerna ses Walter Matthau, Maureen Stapleton, Barbara Harris och Lee Grant. Filmen hade svensk premiär den 1 november 1971.

## Handling
Filmens tre olika sekvenser utspelar sig alla i rum 719 på New Yorks luxuösa Plaza Hotel. 

## Rollista i urval
- Walter Matthau – Sam Nash / Jesse Kiplinger / Roy Hubley
- Maureen Stapleton – Karen Nash
- Barbara Harris – Muriel Tate
- Lee Grant – Norma Hubley
- Louise Sorel – Miss McCormack
- Jenny Sullivan – Mimsey Hubley